# MVP (e스포츠)
MVP(Most Valuable Player)는 대한민국의 전 프로게임단으로 이전에는 스타크래프트 II와 히어로즈 오브 더 스톰, 오버워치, 도타 2, 리그 오브 레전드, 배틀그라운드, 왕자영요, APEX 레전드, 카운터-스트라이크: 글로벌 오펜시브 프로게임단을 운영했으나 2020년 5월 해체 수순을 밟았다.

## 역사
- 2010년 10월 26일 스타크래프트 II 프로게임단인 MVP 팀을 창단하였다.
- 2010년 12월 15일 스타크래프트 II 협의회에 정식 승인을 받았다.
- 2012년 5월 7일 리그 오브 레전드 팀을 창단하였다. Blue, White, Red 세 팀으로 팀을 만들었으나 이후 국내 대회 규정 문제로 2012년 9월 3일 MVP Red를 해체하게 된다.
- 2013년 2월 1일 OZONE GAMING과의 스폰서 계약을 체결, MVP White는 이후의 대회에 MVP Ozone이라는 이름으로 활동하게 되었다.
- 2013년 8월 e스포츠연맹을 탈퇴했다.
- 2013년 9월 1일 도타 2 팀을 창단하였다. (MVP 피닉스, MVP HOT6)
- 2013년 9월 7일 삼성 갤럭시에 리그 오브 레전드 팀인 MVP 오존과 MVP 블루를 매각했다. 기존의 MVP팀 감독이었던 최윤상이 삼성 갤럭시의 리그 오브 레전드 종목의 감독을 맡게 되면서 팀을 떠나게 되었으며, 이전까지 MVP의 리그 오브 레전드 및 도타2 종목 감독이었던 임현석이 MVP 팀의 총감독을 맡게 되었다.
- 2013년 11월 16일 스베누 코리아, 킹존 드래곤X, 브리온 블레이드와 함께 한국e스포츠협회에 가입했다.
- 2013년 12월 28일 MVP 피닉스(도타2) NSL 시즌2 우승
- 2014년 4월 12일 MVP 피닉스(도타2) 코리아 도타2 리그 시즌1 준우승
- 2014년 6월 29일 MVP 피닉스(도타2) 코리아 도타2 리그 시즌2 우승
- 2014년 7월 31일 MVP 게임단 스타크래프트 II 종목 대규모 리빌딩 진행. 기존 선수들과 모두 결별하고 이형섭을 감독으로, 최재성, 강동현, 황강호, 최용화를 선수로 영입.[1]
- 2015년 4월 히어로즈 오브 더 스톰 팀을 창단하였다. (MVP 블랙, MVP 브라운. 이후 MVP 브라운이 MVP SKY로 팀명 변경)
- 2015년 6월 1일 MVP HOT6, 도타2 디 인터내셔널 2015(TI5) 본선 진출 성공. (대한민국 프로게임단 최초)
- 2015년 7월 27일 MVP 피닉스, 도타2 디 인터내셔널 2015(TI5) 본선 진출 성공.
- 2015년 11월 2일 리그 오브 레전드 팀 재창단 발표.
- 2015년 11월 11일 IB 스포츠와 업무계약 체결.
- 2015년 11월 16일 MVP 스타크래프트 II 팀, 치킨마루와 네이밍 스폰서 계약 체결. (MVP 치킨마루)
- 2015년 11월 17일 카운터-스트라이크: 글로벌 오펜시브 팀 창단 발표 (MVP Project)
- 2015년 11월 24일 2015 대한민국 e스포츠 대상 우수 해외 활동상 수상 (MVP 피닉스)
- 2016년 2월 25일 DXRACER와 게이밍 체어 스폰서쉽 체결
- 2016년 3월 23일 중국 최대 게임-토너먼트 콘텐츠 제작사 ImbaTV와 MOU 체결
- 2016년 6월 27일 카운터-스트라이크: 글로벌 오펜시브 2팀 창단 발표 (MVP PK)
- 2016년 10월 19일 MVP 스타크래프트 II 팀 해체
- 2017년 10월 24일 MVP 히어로즈 오브 더 스톰 프로게임단 Gen.G에 인수되면서 해체
- 2019년 12월 3일 MVP 리그 오브 레전드 프로게임단 해체
- 2019년 12월 10일 MVP 배틀그라운드 프로게임단 해체
- 2020년 5월 MVP 프로게임단 해체

## 주요 성적

### 스타크래프트 II
- 2011년 5월 글로벌 스타크래프트 II 팀 리그 May 준우승
- 2011년 12월 IPL Team Arena Challenge 1 3위
- 2011년 10월 2011 글로벌 스타크래프트 II 팀 리그 시즌 1 우승
- 2012년 8월 IPL Team Arena Challenge 3 6강
- 2012년 11월 IPTL Season 1 4강
- 2012년 12월 핫식스 글로벌 스타크래프트 II 팀 리그 시즌 3 준우승
- 2013년 3월 2013 IPTL Season 1 우승
- 2013년 7월 2013 벤큐 글로벌 스타크래프트 II 팀 리그 시즌 1 준우승
- 2013년 8월 Acer TeamStory Cup 우승
- 2014년 SK텔레콤 스타크래프트 II 프로리그 2014 7위
- 2015년 SK텔레콤 스타크래프트 II 프로리그 2015 7위
- 2016년 SK텔레콤 스타크래프트 II 프로리그 2016 7위

### 리그 오브 레전드
이 기록들은 후신인 Gen.G가 승계받아 현재에 이르고 있다.

#### MVP Blue
- Azubu the Champions Summer 2012 16강
- IEF 2012 LOL 국가대표 프로팀 선발전 준우승(1:3 Azubu Blaze)
- OLYMPUS the Champions Winter 2012-2013 12강
- 컨디션 헛개수 NLB Winter 2012-2013 4위
- OLYMPUS the Champions Spring 2013 12강
- LOL AMD 챔피언십 프로팀 최강전 4위

#### MVP White

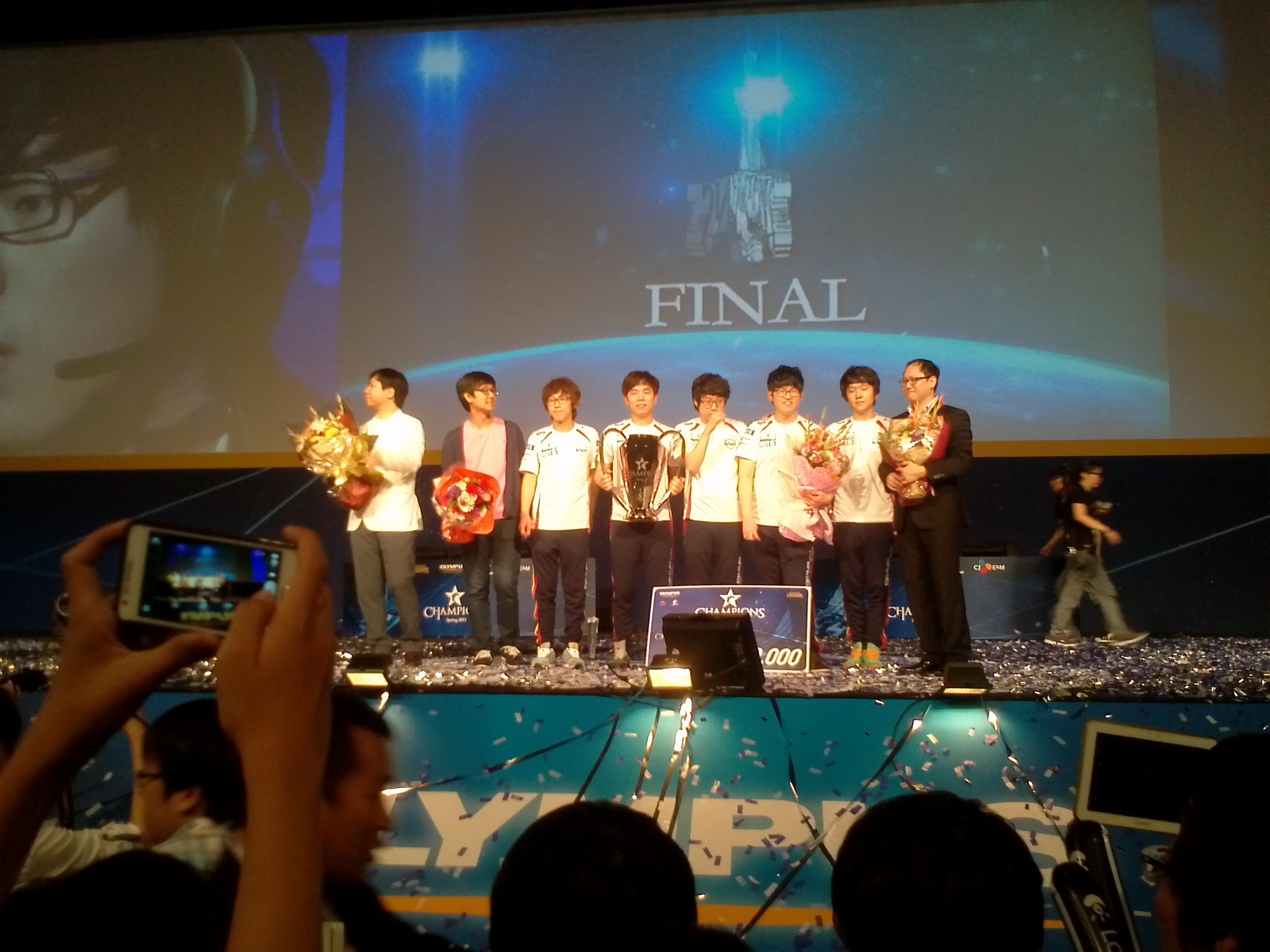
롤챔스 2013 스프링 시즌에서 우승을 차지한 MVP Ozone

- CPL 한국대표 선발전 우승(2:1 CJ 엔투스)
- NLB Summer 2012 우승(4:1 Xenics Tempest)
- CPL 선양 2012 준우승(0:2 Invictus Gaming)
- IPL 5 LOL 한국대표 선발전 8강
- IEM7 쾰른 한국대표 선발전 4강
- OLYMPUS the Champions Winter 2012-2013 8강
- 컨디션 헛개수 NLB Winter 2012-2013 다이아리그 8강
- 2013 LOL 클럽 마스터즈 우승
- OYLMPUS the Champions Spring 2013 우승(3:0 CJ 엔투스 블레이즈)
- LOL AMD 챔피언십 프로팀 최강전 우승
- 핫식스 리그오브레전드 챔피언스 서머 2013 3위

#### 2015년 11월 2일 창단팀
- 2016 네네치킨 리그 오브 레전드 챌린저스 코리아 스프링 준우승
- 2016 코카콜라 제로 리그 오브 레전드 챔피언스 코리아 서머 6위
- 2016 LoL KeSPA컵 8강
- 2017 리그 오브 레전드 챔피언스 코리아 스프링 4위
- 2017 리그 오브 레전드 챔피언스 코리아 서머 8위
- 2017 LoL KeSPA컵 8강
- 2018 리그 오브 레전드 챔피언스 코리아 스프링 9위
- 2018 리그 오브 레전드 챔피언스 코리아 서머 9위
- 2018 LoL KeSPA컵 14위
- 2019 제닉스 리그 오브 레전드 챌린저스 코리아 스프링 6위
- 2019 제닉스 리그 오브 레전드 챌린저스 코리아 서머 7위

### 오버워치

#### MVP 스페이스
- 룬미디어 오버워치 그랑프리 4강
- 룬미디어 오버워치 그랑프리 시즌 2 우승
- 로지텍 오버워치 토너먼트 챔피언십 4위
- 오버워치 넥서스컵 한중 트레이닝 토너먼트 4위
- GosuGamers Overwatch Weekly NA #16 8위
- GosuGamers Overwatch Weekly NA #17 순위권 밖
- ROCCAT 우리동네 게임리그 S2 4위
- 탑버워치 준우승
- 다나와 오버워치 배틀 1회차 패배
- 인텔 오버워치 APEX 시즌 1 B조 4위
- 오버워치 APEX Challengers 시즌 2 4위
- 벤큐 조위 콘텐츠박스 해변탕 스크림 매치 6회차 승리
- 오버워치 HOT6 APEX 시즌 3 C조 3위
- 오버워치 HOT6 APEX 시즌 4 A조 3위
- 오버워치 APAC Premier 2017 8강
- 오버워치 컨텐더스 트라이얼 코리아 시즌 1 2위
- 2018 오버워치 컨텐더스 코리아 시즌 1 B조 5위
- 오버워치 컨텐더스 트라이얼 코리아 시즌 2 2위
- 2018 오버워치 컨텐더스 코리아 시즌 2 8강

### 도타2[2]
- 2013년 넥슨 도타2 스폰서십 리그 시즌2 3위 (MVP HOT6)
- 2013년 넥슨 도타2 스폰서십 리그 시즌2 우승(MVP 피닉스)
- 2014년 넥슨 도타2 스폰서십 리그 시즌3 4위 (MVP HOT6)
- 2014년 코리아 도타2 리그 시즌1 준우승 (MVP 피닉스)
- 2014년 코리아 도타2 리그 시즌2 우승(MVP 피닉스)
- 2014년 코리아 도타2 리그 시즌3 우승(MVP 피닉스)
- 2014년 IeSF 아시아 챔피언십 2014 우승(MVP 피닉스)
- 2014년 코리아 도타2 리그 시즌4 4위 (MVP 핫식스)
- 2014년 코리아 도타2 리그 시즌4 준우승 (MVP 피닉스)
- 2015년 i-league Season 2 4위 (MVP 피닉스)
- 2015년 Star Ladder Star Series Season 11 4위 (MVP 피닉스)
- 2015년 The International 16강 (MVP HOT6)
- 2015년 The International 8강 (MVP 피닉스)
- 2016년 The Shanghai Major 2016 4위 (MVP 피닉스)
- 2016년 Dota Pit League Season 4 우승(MVP 피닉스)
- 2016년 WePlay Dota2 League Season 3 우승(MVP 피닉스)
- 2016년 The Manila Major 2016 6강 (MVP 피닉스)
- 2016년 Pro Gamer League 2016 - Summer 우승(MVP 피닉스)
- 2016년 MSF - The Creep Season 1 우승(MVP 이지스)

### 히어로즈 오브 더 스톰
이 기록들은 모두 후신인 Gen.G가 승계받았다.
- 히어로즈 오브 더 스톰 커뮤니티 오픈 토너먼트 우승 (MVP 블랙)
- 히어로즈 오브 더 스톰 커뮤니티 오픈 토너먼트 준우승 (MVP 스카이)
- 2015년 IEM Season X - Shenzhen 히어로즈 오브 더 스톰 인비테이셔널 그랜드파이널 우승 (MVP 블랙)
- Masters Gaming Arena 2015 우승 (MVP 블랙)
- 히어로즈 오브 더 스톰 슈퍼리그 2016 시즌 1 우승(MVP 블랙)
- 2016 히어로즈 오브 더 스톰 스프링 글로벌 챔피언십 우승(MVP 블랙)
- 히어로즈 오브 더 스톰 슈퍼리그 2016 시즌 2 준우승 (MVP 블랙)

### 카운터-스트라이크: 글로벌 오펜시브
- 2005 World E-sports Games Season 2 – 2위 (Project_kr)
- 2006 World E-sports Games Masters – 3위 (hacker.pk)
- 2007 Intel Extreme Masters II LA – 5위 (eSTRO)
- 2008 Intel Extreme Masters II Finals – 2위
- 2008 Electronic Sports World Cup – 2위
- 2008 International E-sports Festival – 1위
- 2008 World Cyber Games – 동메달
- 2009 Intel Extreme Masters III Asian Finals – 2위 (위메이드 폭스)
- 2009 DTS-CUP – 2위
- 2009 e-Stars Seoul – 2위
- 2009 GameGune Mexico – 2위
- 2009 Intel Extreme Masters IV Chengdu – 3위
- 2010 Intel Extreme Masters IV Asian Championship – 1위
- 2010 Intel Extreme Masters IV World Championship – 5/6위
- 2010 e-Stars Seoul – 2위
- 2010 World e-Sports Masters – 1위
- 2017 ZEN Esports Network League Season 1 Finals - 2위 (MVP PK)
- 2017 IeSF 월드챔피언십 - 3위
- 2017 ZEN Esports Network League Season 2 Finals - 4위
- 2017 WESG Asia Pacific Finals - 2위
- 2017 WESG World Finals - 8강
- 2018 StarLadder & ImbaTV Invitational Chongqing - 4위
- 2018 CS:GO Asia Summit - 1위
- 2018 ZOTAC Cup Masters 2018 Grand Finals - 4강
- 2018 eXTREMESLAND 2018 Asia Finals - 1위

### 배틀그라운드

#### 팀 MVP
- 2017년 11월 2일 PUBG 카카오TV 인비테이셔널 예선 2조 7위
- 2017년 11월 9일 PUBG 트위치TV 로드 투 지스타 2차 5위
- 2017년 12월 17일 핫식스 PUBG 서바이벌 시리즈 베타 예선 D조 2위
- 2017년 12월 20일 아프리카TV PUBG 리그 파일럿 시즌 스플릿 1 13위
- 2018년 1월 12일 아프리카TV PUBG 리그 파일럿 시즌 스플릿 파이널 준우승
- 2018년 3월 16일 PUBG 워페어 마스터즈 파일럿 3위
- 2018년 3월 25일 PGL PUBG 스프링 인비테이셔널 2018 7위
- 2018년 8월 29일 스타시리즈 아이리그 PUBG 시즌 2 예선 1위
- 2018년 8월 29일 스타시리즈 아이리그 PUBG 시즌 2 파이널 13위

#### MVP 루나
- 2017년 11월 9일 PUBG 트위치TV 로드 투 지-스타 2차 16위
- 2018년 5월 5일 아프리카TV PUBG 리그 시즌 1 3위
- 2018년 6월 30일 아프리카TV PUBG 리그 시즌 2 13위
- 2018년 8월 26일 서울컵 OGN 슈퍼매치 메인매치 18위

## 역대 감독
스타크래프트 II
- 초대 감독: 최윤상 (2010년 10월 ~ 2013년 9월)
- 2대 감독: 임현석 (2013년 9월 ~ 2014년 7월)
- 3대 감독: 이형섭 (2014년 8월 ~ 2016년 10월)

도타 2
- 초대 감독 : 임현석 (2013년 9월 ~ 2017년 7월)

히어로즈 오브 더 스톰
- 초대 감독 : 김광복 (2015년 4월 ~ 2017년 10월 23일)

카운터-스트라이크: 글로벌 오펜시브
- 초대 감독 : 김광복 (2015년 11월 ~ 2019년)
- 2대 감독 : 임현석 (2019년 ~ 2020년 5월)

리그 오브 레전드
- 초대 감독 : 임현석 (2012년 5월 ~ 2013년 9월)
  - 임시 감독 : 임현석 (2015년 11월 ~ 2016년 3월)
- 2대 감독 : 권재환 (2016년 4월 ~ 2019년 12월)

배틀그라운드
- 초대 감독: 임현석 (2017년 9월 12일 ~ 2019년 12월 10일)

## 같이 보기
- 글로벌 스타크래프트 II 리그
- 스타크래프트 II 협의회